# Iván Bella
Iván Gonzalo Bella (ur. 13 września 1989 w Buenos Aires) – argentyński piłkarz pochodzenia włoskiego występujący na pozycji lewego pomocnika.

## Kariera klubowa
Bella pochodzi ze stołecznego Buenos Aires i jest wychowankiem tamtejszej drużyny Club Atlético Vélez Sársfield. Do seniorskiego zespołu został włączony jako osiemnastolatek przez szkoleniowca Hugo Tocallego i w argentyńskiej Primera División zadebiutował 8 czerwca 2008 w zremisowanym 0:0 spotkaniu z Independiente. W wiosennym sezonie Clausura 2009 wywalczył z Vélezem swój pierwszy tytuł mistrza Argentyny, lecz pozostawał wówczas wyłącznie rezerwowym w ekipie trenera Ricardo Gareki. Podczas jesiennych rozgrywek Apertura 2010 zanotował z kolei wicemistrzostwo kraju, regularnie pojawiając się już wówczas na ligowych boiskach. W sezonie Clausura 2011 po raz kolejny został wraz ze swoją drużyną mistrzem Argentyny, natomiast 6 sierpnia 2011 w zremisowanej 1:1 konfrontacji z Godoy Cruz strzelił swojego premierowego gola w najwyższej klasie rozgrywkowej. W jesiennym sezonie Inicial 2012 trzeci raz wywalczył tytuł mistrza kraju, natomiast czwarty tytuł mistrzowski zanotował za ogół rozgrywek 2012/2013, będąc jednym z podstawowych graczy Vélezu.
Latem 2013 Bella za sumę dwóch milionów dolarów przeszedł do meksykańskiej drużyny Chiapas FC z siedzibą w mieście Tuxtla Gutiérrez.
| Sezon     | Klub                          | Kraj      | Rozgrywki        | Mecze | Bramki |
| --------- | ----------------------------- | --------- | ---------------- | ----- | ------ |
| 2007/2008 | Club Atlético Vélez Sársfield | Argentyna | Primera División | 2     | 0      |
| 2008/2009 | Club Atlético Vélez Sársfield | Argentyna | Primera División | 11    | 0      |
| 2009/2010 | Club Atlético Vélez Sársfield | Argentyna | Primera División | 5     | 0      |
| 2010/2011 | Club Atlético Vélez Sársfield | Argentyna | Primera División | 27    | 0      |
| 2011/2012 | Club Atlético Vélez Sársfield | Argentyna | Primera División | 26    | 6      |
| 2012/2013 | Club Atlético Vélez Sársfield | Argentyna | Primera División | 28    | 1      |
| 2013/2014 | Chiapas FC                    | Meksyk    | Liga MX          |       |        |

## Kariera reprezentacyjna
W 2009 roku Bella został powołany przez szkoleniowca Sergio Batistę do reprezentacji Argentyny U-20 na Młodzieżowe Mistrzostwa Ameryki Południowej. Na wenezuelskich boiskach pełnił rolę podstawowego gracza swojej kadry i wystąpił w ośmiu spotkaniach, zdobywając bramkę w spotkaniu pierwszej rundy z Ekwadorem (2:2). Jego drużyna zdołała awansować do drugiej rundy rozgrywek, lecz zajęła w niej ostatnie miejsce, notując bilans dwóch remisów i trzech porażek, przez co nie zakwalifikowała się na Mistrzostwa Świata U-20 w Egipcie, po raz pierwszy od szesnastu lat.